# Rejskovití
Rejskovití (Soricidae) je čeleď řádu Eulipotyphla, zahrnující okolo 376 druhů vyskytujících se na všech kontinentech kromě Austrálie a Jižní Ameriky. Obecně se tito drobní hmyzožravci, z nichž bělozubka nejmenší s hmotností pouhé 2 g je považována za nejmenšího savce, orientují hlavně pomocí čichu a sluchu. Aktivní jsou především v noci a úkryty si vyhledávají pod zemí. Jejich potravou jsou hlavně drobní bezobratlí, občas se vyskytuje kanibalismus. Řada druhů je chráněna zákonem. Rejsci mají velmi rychlý metabolismus.
V české fauně je čeleď zastoupena sedmi druhy: rejsek obecný (Sorex araneus), rejsek malý (Sorex minutus), rejsek horský (Sorex alpinus), rejsec vodní (Neomys fodiens), rejsec černý (Neomys anomalus), bělozubka šedá (Crocidura suaveolens) a bělozubka bělobřichá (Crocidura leucodon).
Všichni rejskovití trpí v přírodě řadou ektoparazitů (blechami, vešmi, klíšťaty – klíšťatovitými i tzv. měkkými klíšťaty).